# Liste der Biografien/Schin
Liste der Biografien |
Portal Biografien |
Personensuche
# |
A |
B |
C |
D |
E |
F |
G |
H |
I |
J |
K |
L |
M |
N |
O |
P |
Q |
R |
S |
T |
U |
V |
W |
X |
Y |
Z |
?
 
Sa |
Sb |
Sc |
Sd |
Se |
Sf |
Sg |
Sh |
Si |
Sj |
Sk |
Sl |
Sm |
Sn |
So |
Sp |
Sq |
Sr |
Ss |
St |
Su |
Sv |
Sw |
Sy |
Sz
 
Sca–Sce |
Sch |
Sci–Scz
 
Scha |
Schc |
Schd |
Sche |
Schg |
Schi |
Schj |
Schk |
Schl |
Schm |
Schn |
Scho |
Schp |
Schr |
Schs |
Scht |
Schu |
Schv |
Schw |
Schy
 
Schia |
Schib |
Schic |
Schid |
Schie |
Schif |
Schig |
Schih |
Schij |
Schik |
Schil |
Schim |
Schin |
Schio |
Schip |
Schir |
Schis |
Schit |
Schiu |
Schiv |
Schiw |
Schiz
Die Liste der Biografien führt alle Personen auf, die in der deutschsprachigen Wikipedia einen Artikel haben. Dieses ist eine Teilliste mit 320 Einträgen von Personen, deren Namen mit den Buchstaben „Schin“ beginnt.

## Schin
- Schin, Alexander (* 1985), kasachischer Eishockeyspieler
- Schin, Nikolai (1928–2006), usbekischer Maler

### Schina
- Schinagl, Elisabeth (* 1961), deutsche Schriftstellerin und Philologin
- Schinagl, Helmut (1931–1998), österreichischer Autor
- Schinas, Alexander († 1913), griechischer Anarchist, Mörder König Georgs I. von Griechenland
- Schinas, Konstantin (1801–1857), griechischer Diplomat
- Schinas, Margaritis (* 1962), griechischer Politiker (ND), MdEP
- Schinasi, Altina (1907–1999), US-amerikanische Designerin und Filmproduzentin

### Schinc
- Schincke, Erich (1917–1979), deutscher Mathematiker
- Schinckel, Joachim von (1895–1976), deutscher Bankier
- Schinckel, Max von (1849–1938), deutscher Bankier und Politiker, MdHB

### Schind
- Schindegger, Michael (* 1981), österreichischer Kameramann, Filmproduzent, Filmregisseur und Drehbuchautor
- Schindehütte, Albert (* 1939), deutscher Grafiker, Zeichner und Illustrator
- Schindehütte, Martin (* 1949), deutscher lutherischer Theologe, Auslandsbischof, Vizepräsident des Kirchenamtes der EKD
- Schindehütte, Matti (* 1975), deutscher Pfarrer, evangelischer Theologe, Genrefilm-Produzent
- Schindehütte, Ursula (1921–1987), deutsche Schauspielerin
- Schindekopf, Henning († 1370), Marschall des Deutschen Ordens
- Schindel, Carl Wilhelm Otto August von (1776–1830), deutscher Gutsherr, Bibliograf und Lexikograf
- Schindel, Dora (1915–2018), deutsche Emigrantin und Zeitzeugin
- Schindel, Frank (* 1965), deutscher Popsänger
- Schindel, George Rudolph von (1709–1768), preußischer Landrat
- Schindel, Harald (* 1961), deutsches Model und Schauspieler
- Schindel, Morton (1918–2016), US-amerikanischer Filmproduzent
- Schindel, Robert (* 1944), österreichischer Schriftsteller, Lyriker und RegisseurRobert Schindel (* 1944)

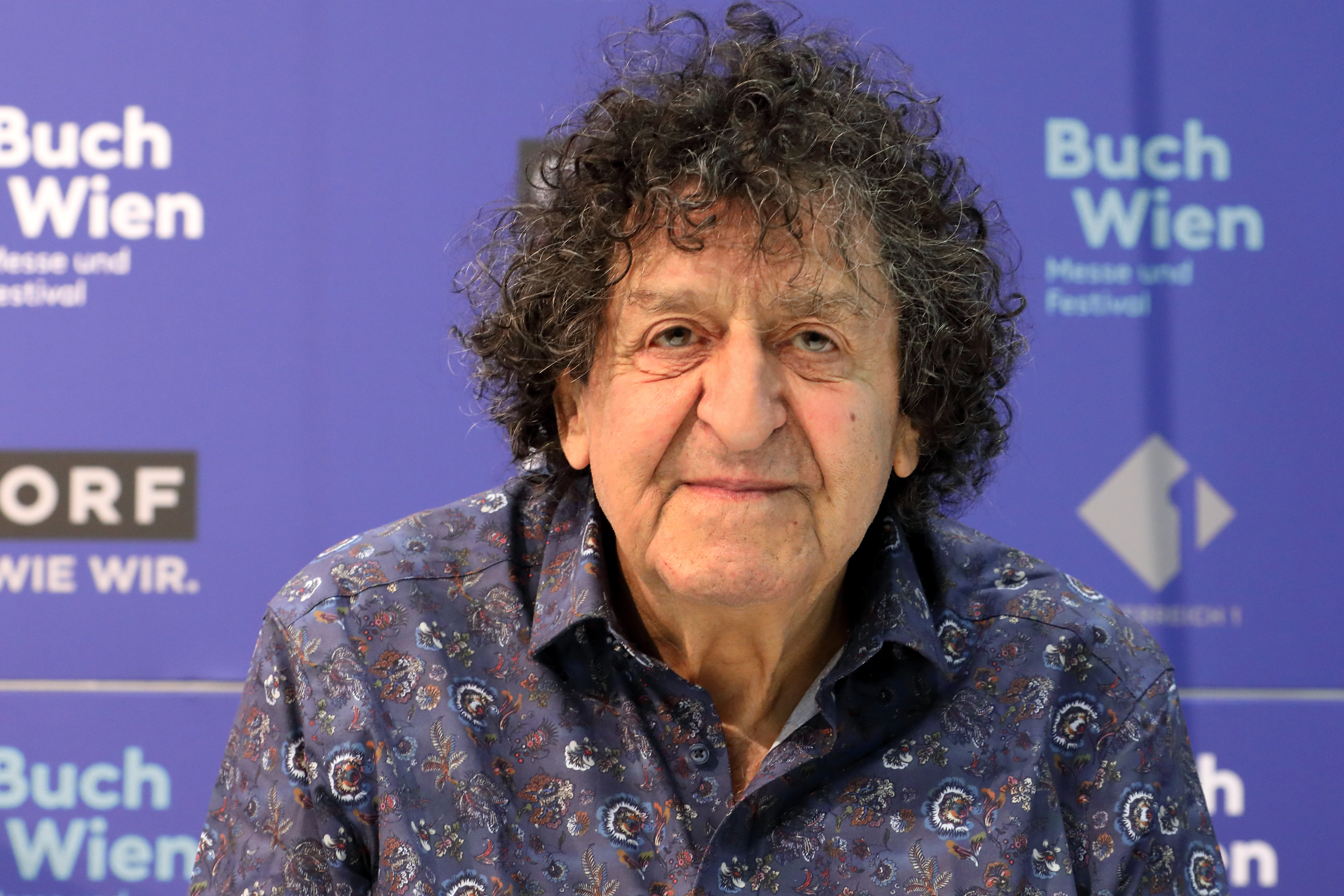
Robert Schindel (* 1944)

- Schindel, Ulrich (1935–2025), deutscher Klassischer Philologe
- Schindel, Walter (1930–1991), deutscher Politiker (SPD), MdL
- Schindel, Wiglas von (1643–1695), schlesischer Adliger, Oberhof- und Oberstallmeister des dänischen Königs Christian V.
- Schindelar, Adalbert (1865–1926), österreichischer altkatholischer Bischof
- Schindelbeck, Dirk (* 1952), deutscher Autor
- Schindele, Eva (* 1951), deutsche Journalistin, Autorin und Sozialwissenschaftlerin
- Schindele, Kathrin (* 1981), österreichische Politikerin (SPÖ), Landtagsabgeordnete
- Schindele, Katrin (* 1987), deutsche Ingenieurin und Politikerin (CDU), MdL
- Schindele, Michael (* 1994), deutscher Fußballspieler
- Schindele, Wilhelm (1879–1963), deutscher Verwaltungsjurist
- Schindelhauer, Christian (* 1967), deutscher Informatiker
- Schindelhauer, Frank (* 1953), deutscher Militärarzt
- Schindelhauer, Nadia (* 1986), deutsche Politikerin (SPD), MdL
- Schindelhauer, Wilhelm (1887–1959), deutscher Kaufmann und Politiker (SPD)
- Schindelholz, Jean-Claude (* 1940), Schweizer Fußballspieler
- Schindelholz, Lorenz (* 1966), Schweizer Bobfahrer
- Schindelholz, Nicolas (1988–2022), Schweizer Fußballspieler
- Schindelmeiser, Jan (* 1963), deutscher FußballmanagerJan Schindelmeiser (* 1963)

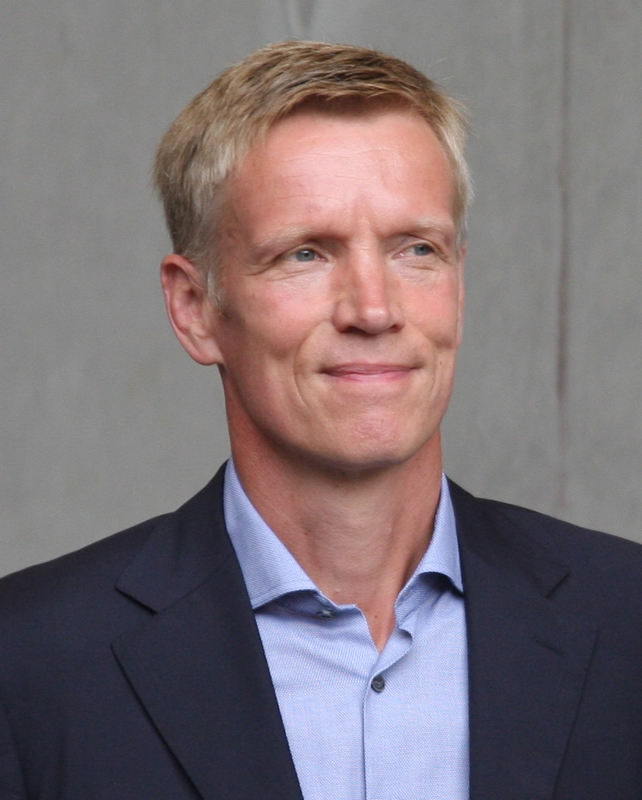
Jan Schindelmeiser (* 1963)

- Schindelmeißer, David (1757–1802), deutscher Weinhändler
- Schindelmeisser, Louis (1811–1864), deutscher Dirigent und Komponist
- Schindewolf, Eberhart (1925–2011), deutscher Ingenieur und Manager
- Schindewolf, Helmut (1910–1992), deutscher Maler und Grafiker
- Schindewolf, Otto Heinrich (1896–1971), deutscher Paläontologe
- Schindewolf, Ulrich (1927–2018), deutscher Chemiker
- Schindhelm, Hans (* 1908), deutscher Jurist, SS-Führer und Täter des Holocaust
- Schindhelm, Michael (* 1960), deutscher Autor und TheaterintendantMichael Schindhelm (* 1960)

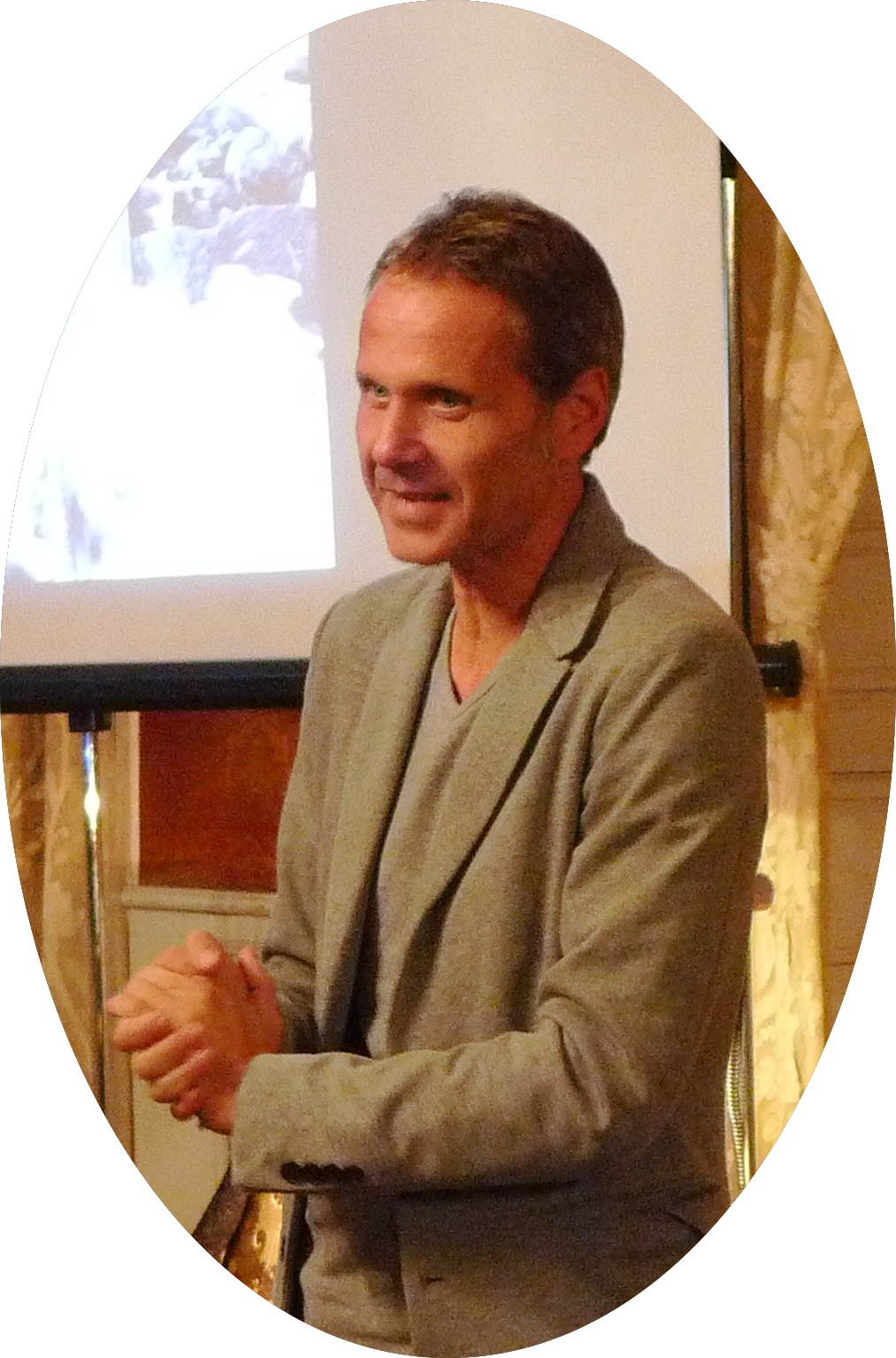
Michael Schindhelm (* 1960)

- Schindhelm, Otto (* 1920), deutscher Kunstglasbläser und Glaskünstler
- Schindin, Alexei Wladimirowitsch (* 1981), russischer Handballspieler
- Schindl, Walpurga (1826–1872), österreichische Schriftstellerin
- Schindlbacher, Ernst (* 1938), österreichischer Landwirt und Politiker (ÖVP), Abgeordneter zum Nationalrat
- Schindlbacher, Horst (1933–2011), österreichischer Bergsteiger
- Schindlbeck, Franz Xaver (1891–1952), deutscher Landrat
- Schindlbeck, Markus (* 1949), deutscher Ethnologe
- Schindlbeck, Robert (1911–1999), deutscher Internist und Standesvertreter
- Schindlecker, Fritz (* 1953), österreichischer Autor
- Schindler, Albert (1805–1861), österreichischer Maler, Zeichner und Kupferstecher
- Schindler, Alexander Julius (1818–1885), österreichischer Schriftsteller und Politiker
- Schindler, Alexander M. (1925–2000), US-amerikanischer Rabbiner
- Schindler, Alfred (1934–2012), Schweizer reformierter Theologe
- Schindler, Alfred (* 1957), Schweizer Skilangläufer
- Schindler, Alois (1859–1930), österreichischer Arzt
- Schindler, Alois (* 1948), deutscher Fußballspieler und -trainer
- Schindler, Andrea (* 1974), deutsche Germanistin
- Schindler, Anna (* 1968), Schweizer Geografin, Dozentin und Journalistin
- Schindler, Anna Margaretha (1892–1929), österreichische Bildhauerin
- Schindler, Anton (1795–1864), deutscher Sekretär, Musiker und erster Biograph von Ludwig van BeethovenAnton Schindler (1795–1864)

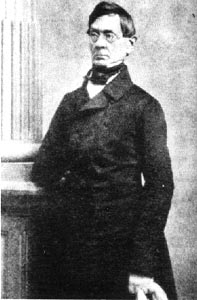
Anton Schindler (1795–1864)

- Schindler, Benjamin (* 1971), Schweizer Jurist und Rechtsanwalt
- Schindler, Bernd (* 1961), deutscher Fußballspieler
- Schindler, Bill (1909–1952), US-amerikanischer Rennfahrer
- Schindler, Bruno (1882–1964), deutscher Sinologe
- Schindler, Carl (1821–1842), österreichischer Soldatenmaler
- Schindler, Carl (1875–1952), deutscher Chirurg
- Schindler, Christina (* 1962), deutsche Filmregisseurin, Drehbuchautorin und Filmproduzentin
- Schindler, Christine (* 1968), deutsche Fotokünstlerin
- Schindler, Christoph (1596–1669), deutscher evangelischer Geistlicher, Theologe und Jurist
- Schindler, Christoph (* 1983), deutscher Handballspieler und -funktionär
- Schindler, Christopher (* 1990), deutscher Fußballspieler
- Schindler, Claudia (* 1967), deutsche Altphilologin und Hochschullehrerin
- Schindler, Conrad Max (1929–2016), Schweizer Geologe und Hochschullehrer
- Schindler, Cornelia (* 1970), deutsche Schauspielerin
- Schindler, Cosmus (1860–1950), schweizerisch-österreichischer Textilfabrikant
- Schindler, David, deutscher Ökonom und Hochschullehrer
- Schindler, David W. (1940–2021), US-amerikanisch-kanadischer Ökologe und Limnologe
- Schindler, Deborah, US-amerikanische Filmproduzentin
- Schindler, Denise (* 1985), deutsche RadsportlerinDenise Schindler (* 1985)

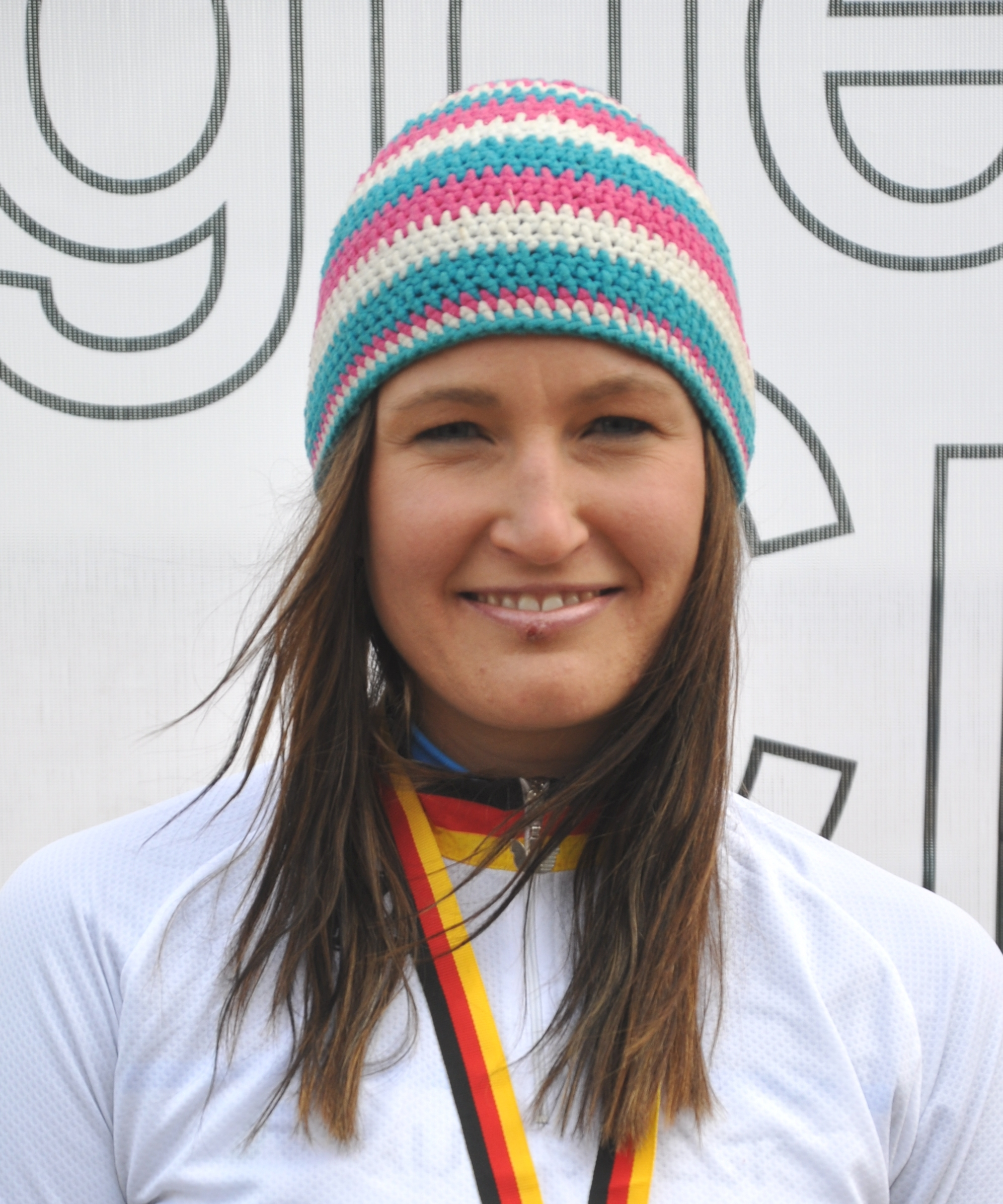
Denise Schindler (* 1985)

- Schindler, Dieter (1941–2019), deutscher Tischtennisspieler
- Schindler, Dietrich (1795–1882), Schweizer Staatsmann, Unternehmer und Kunstsammler
- Schindler, Dietrich junior (1924–2018), Schweizer Jurist und emeritierter Professor für internationales Recht und Verfassungsrecht an der Universität Zürich
- Schindler, Dietrich senior (1890–1948), Schweizer Jurist
- Schindler, Edith (* 1940), Schweizer Textilentwerferin, Illustratorin, Malerin, Radiererin und Fotografin
- Schindler, Eliezer (1892–1957), deutschamerikanischer Dichter des Jiddischen
- Schindler, Elisabeth (1927–1997), österreichische Politikerin (SPÖ)
- Schindler, Emil Jakob (1842–1892), österreichischer Landschaftsmaler
- Schindler, Emilie (1907–2001), deutsche Unternehmergattin, Ehefrau von Oskar SchindlerEmilie Schindler (1907–2001)

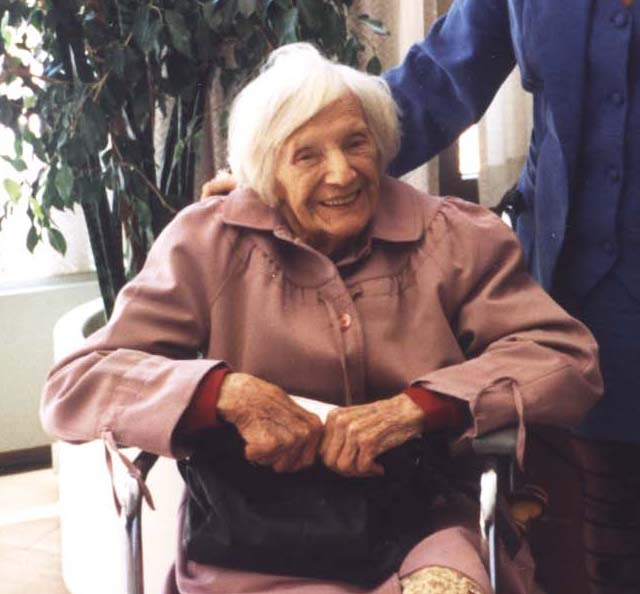
Emilie Schindler (1907–2001)

- Schindler, Erasmus (1608–1673), deutscher Unternehmer und Blaufarbenherr
- Schindler, Ernst (1902–1994), Schweizer Architekt
- Schindler, Ernst (1908–1973), deutscher Kunstschmied
- Schindler, Eva (1930–1994), deutsche Schriftstellerin
- Schindler, Ewald (1883–1945), deutscher Schauspieler, Bühnenregisseur und Bühnenleiter
- Schindler, Falk (* 1978), deutscher Fußballspieler
- Schindler, Franz (* 1956), deutscher Rechtsanwalt und Politiker (SPD), MdL
- Schindler, Franz (* 1963), deutscher Basketballspieler
- Schindler, Franz Friedrich (1854–1937), österreichischer Pflanzenbauwissenschaftler
- Schindler, Franz Martin (1847–1922), österreichischer römisch-katholischer Geistlicher, Moraltheologe, Kirchenrechtler und Politiker
- Schindler, Friedrich von (1827–1900), württembergischer Oberamtmann
- Schindler, Friedrich Wilhelm (1856–1920), österreichisch-schweizerischer Unternehmer und Erfinder
- Schindler, Fritz (1891–1930), deutscher Flugakrobat
- Schindler, Georg (1906–1984), deutscher Kommunalpolitiker
- Schindler, Georg (1912–2005), deutscher Gebrauchsgrafiker
- Schindler, Gerhard (1910–1979), deutscher Meteorologe
- Schindler, Gerhard (* 1952), deutscher Jurist und BeamterGerhard Schindler (* 1952)

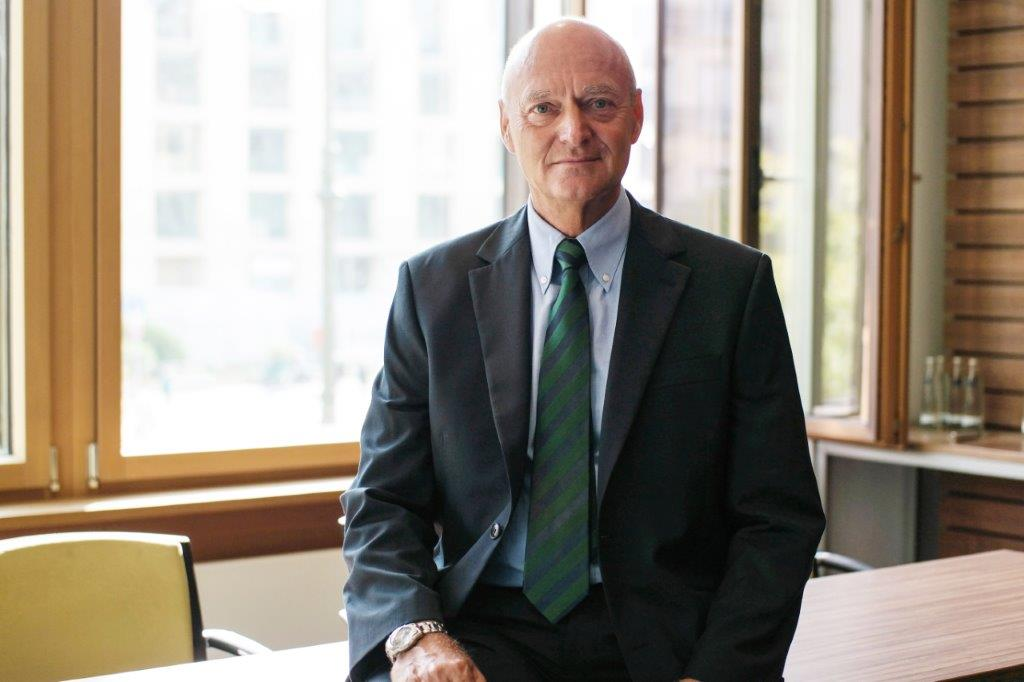
Gerhard Schindler (* 1952)

- Schindler, Gottfried (1870–1950), Schweizer Architekt
- Schindler, Gottfried (1904–1990), Schweizer Architekt
- Schindler, Hans (1889–1974), deutscher Kapellmeister und Komponist
- Schindler, Hans (1896–1984), Schweizer Industrieller
- Schindler, Hans (1907–1986), deutscher Maler und Grafiker
- Schindler, Harald (1953–2020), deutscher Heimatforscher
- Schindler, Heinrich Bruno (1797–1859), deutscher Chirurg, Geburtshelfer und Augenarzt in Greiffenberg
- Schindler, Hellmuth (1912–2009), österreichischer Botaniker und Pflanzenphysiologe
- Schindler, Herbert (1923–2007), deutscher Schriftsteller und Kunsthistoriker
- Schindler, Jake (* 1989), US-amerikanischer Pokerspieler
- Schindler, Jeffrey (* 1957), US-amerikanischer Cembalist und Dirigent
- Schindler, Jerzy (1923–1992), polnischer Skirennläufer
- Schindler, Joachim (* 1954), deutscher Politiker (SPD), MdL
- Schindler, Jochem (1944–1994), österreichischer Indogermanist
- Schindler, Johann Baptist (1802–1890), österreichischer Politiker und Theologe
- Schindler, Johann Josef (1777–1836), österreichischer Maler
- Schindler, Johann Michael von (1668–1740), kursächsischer Wirklicher Geheimer Rat, Generalmajor, Herr auf Rüdigsdorf und Neuhof
- Schindler, Johann Sigismund Friedrich (1758–1841), niedersorbischer Pfarrer und Autor mehrerer theologischer Schriften und Lieder
- Schindler, Johanna (* 1994), österreichische Handballspielerin
- Schindler, John R. (* 1969), US-amerikanischer Sicherheitsberater und ehemaliger Geheimdienstler
- Schindler, Jörg (* 1968), deutscher Journalist
- Schindler, Josef (1835–1911), böhmischer Kirchenhistoriker
- Schindler, Josef (1854–1900), österreichischer römisch-katholischer Geistlicher und Moraltheologe
- Schindler, Julius (1878–1941), österreichisch-tschechisch-deutscher Kaufmann, Unternehmer und Mäzen
- Schindler, Jürgen-Peter (1937–1997), deutscher Musikwissenschaftler
- Schindler, Karl Johannes (1949–2015), deutscher Komponist und Musikproduzent
- Schindler, Kevin (* 1988), deutscher FußballspielerKevin Schindler (* 1988)

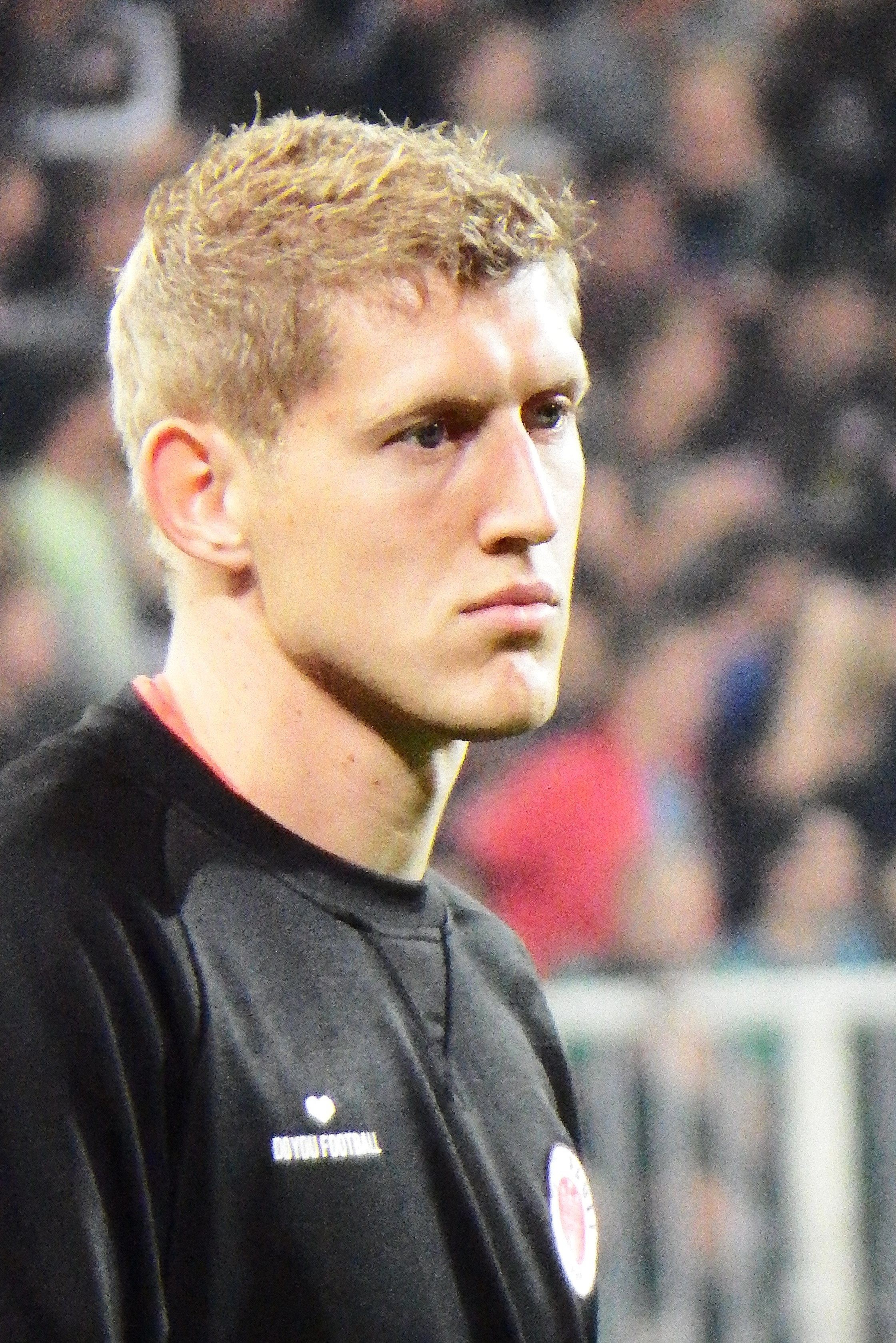
Kevin Schindler (* 1988)

- Schindler, Kingsley (* 1993), deutsch-ghanaischer Fußballspieler
- Schindler, Klaus (* 1953), deutscher Schauspieler
- Schindler, Kurt (1882–1935), deutscher Dirigent und Komponist
- Schindler, Kurt (1899–1994), deutscher Buchdrucker in Weimar und Fotograf
- Schindler, Kurt (* 1905), deutscher Radrennfahrer
- Schindler, Leopold (* 1950), deutscher Chorleiter, Kirchenmusiker und Musikpädagoge
- Schindler, Ludwig (* 1949), deutscher Psychologe, Psychotherapeut und Professor
- Schindler, Manfred (1935–2016), deutscher Designer
- Schindler, Margot (* 1952), österreichische Volkskundlerin
- Schindler, Markus (* 1989), deutscher Kameramann und Filmregisseur
- Schindler, Martin (* 1996), deutscher Dartspieler
- Schindler, Matthias (* 1956), deutscher Vermögens-Verwalter im Umfeld der Partei Die Linke, Verlags-Geschäftsführer Neues Deutschland
- Schindler, Matthias (* 1982), deutscher Paracycler
- Schindler, Max (1880–1963), deutscher Generalleutnant im Zweiten Weltkrieg
- Schindler, Meret (* 1986), Schweizer Politikerin (SP)
- Schindler, Michael (* 1978), deutscher Virologe und Biologe
- Schindler, Monika (* 1938), deutsche Filmeditorin
- Schindler, Nina (* 1946), deutsche Schriftstellerin und Übersetzerin
- Schindler, Norbert (* 1949), deutscher Politiker (CDU), MdB
- Schindler, Olaf (* 1969), deutscher Basketballspieler
- Schindler, Oskar (1908–1974), sudetendeutscher Industrieller, der etwa 1200 Juden vor dem Tod bewahrteOskar Schindler (1908–1974)

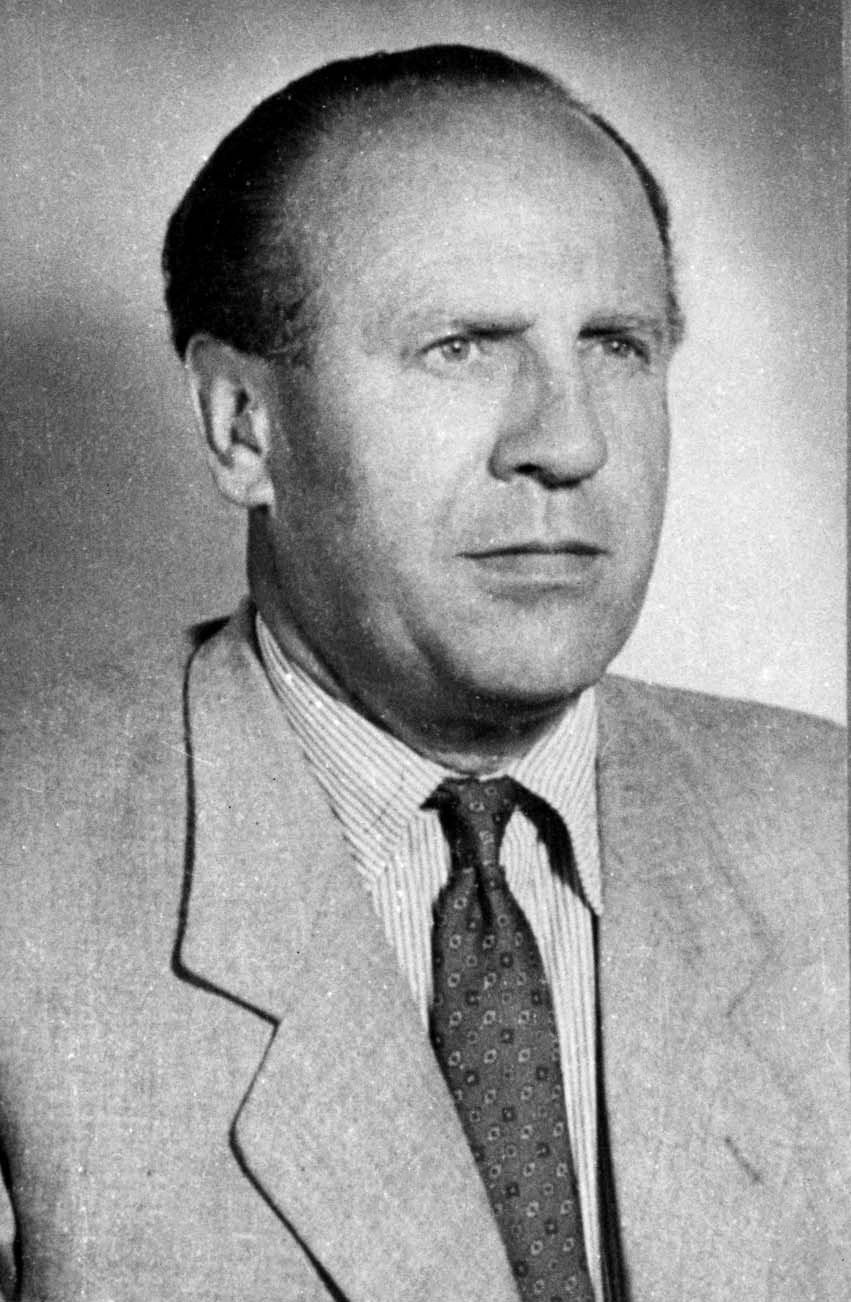
Oskar Schindler (1908–1974)

- Schindler, Osmar (1867–1927), deutscher Maler und Hochschullehrer
- Schindler, Otto (1871–1936), deutscher Botaniker, Gartenbaulehrer und Erdbeerzüchter
- Schindler, Otto (1906–1959), Zoologe und Ichthyologe
- Schindler, Otto (1914–2004), deutscher Grafiker und Karnevalswagenbauer
- Schindler, Paul (1891–1973), deutscher Maler und Grafiker (Lithograph)
- Schindler, Paula (* 2001), Schweizer Schauspielerin und Musikerin
- Schindler, Pesach (1931–2017), israelischer Rabbiner
- Schindler, Peter (1892–1967), dänischer Pfarrer und Schriftsteller
- Schindler, Peter (1930–2005), Schweizer Journalist und Politiker (FDP)
- Schindler, Peter (* 1937), deutscher Radrennfahrer
- Schindler, Peter (* 1938), deutscher Politikwissenschaftler
- Schindler, Peter (* 1960), deutscher Pianist, Organist, Komponist, Produzent und AutorPeter Schindler (* 1960)

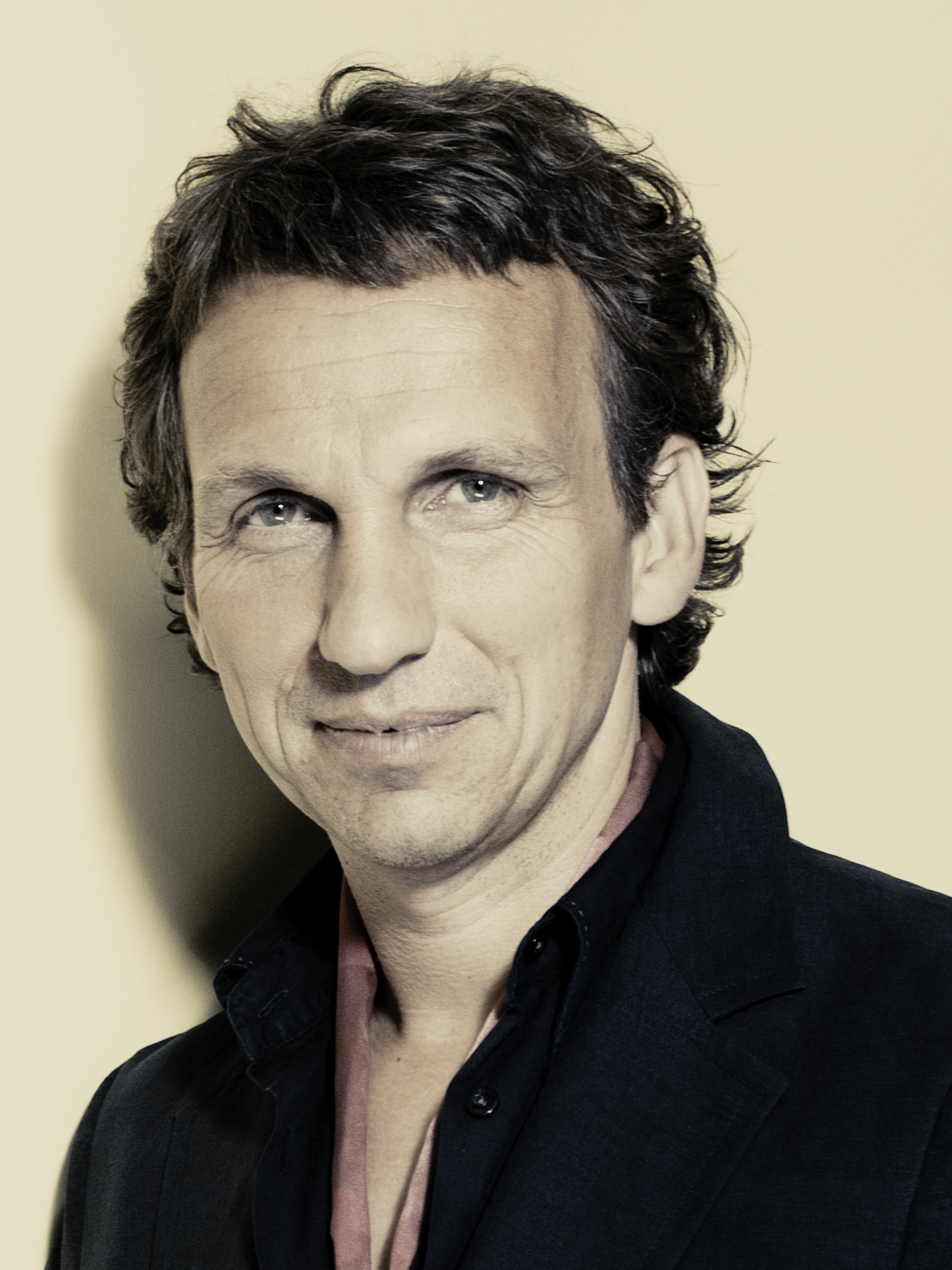
Peter Schindler (* 1960)

- Schindler, Philipp, deutscher Manager und Vorstandsmitglied bei Google (CBO)
- Schindler, Ralph Norwid (1931–2024), deutscher Chemiker
- Schindler, Raoul (1923–2014), österreichischer Psychotherapeut
- Schindler, Regine (1935–2013), Schweizer Germanistin und Schriftstellerin
- Schindler, Reinhard (1912–2001), deutscher Prähistoriker
- Schindler, Ria (* 1953), deutsche Theater- und Fernsehschauspielerin siebenbürgisch-sächsischer Abstammung
- Schindler, Richard (* 1949), deutscher Künstler
- Schindler, Robert (1845–1909), österreichischer Jurist und Herausgeber
- Schindler, Rotraud (* 1940), deutsche Schauspielerin und KomödiantinRotraud Schindler (* 1940)

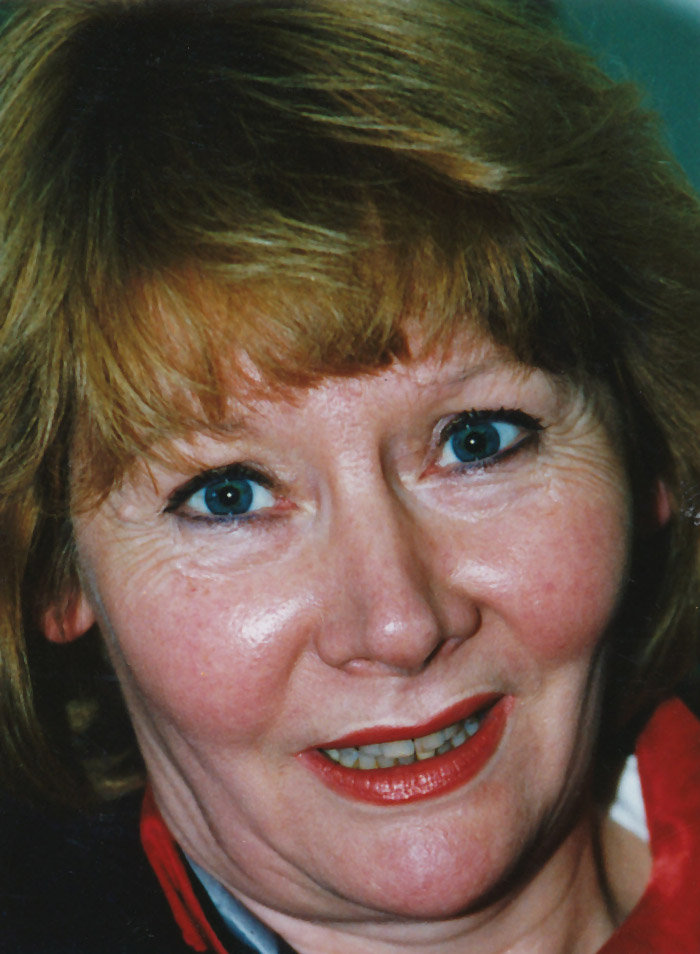
Rotraud Schindler (* 1940)

- Schindler, Rudolf (1888–1968), deutscher Gastroenterologe
- Schindler, Rudolf (1917–1990), deutscher NDPD-Funktionär
- Schindler, Rudolf (1923–2010), deutscher Chorleiter und Musikpädagoge
- Schindler, Rudolf (* 1942), deutscher Terrorist der Revolutionären Zellen
- Schindler, Rudolph Michael (1887–1953), US-amerikanischer Architekt österreichischer Herkunft
- Schindler, Sabine (* 1961), deutsche Astrophysikerin
- Schindler, Samuel (1762–1830), Schweizer Textilfabrikant
- Schindler, Sarah (* 1981), deutsche Sängerin und Schauspielerin
- Schindler, Sebastian (* 1996), deutscher Schauspieler und Moderator
- Schindler, Sepp (1922–2012), österreichischer Psychologe
- Schindler, Severin (1671–1737), preußischer Unternehmer und Politiker
- Schindler, Sibylle (* 1942), deutsche Schauspielerin
- Schindler, Sigram (1936–2025), deutscher Hochschullehrer und Unternehmer
- Schindler, Silke (* 1962), deutsche Politikerin (SPD), MdL
- Schindler, Solomon (1842–1915), deutsch-amerikanischer Rabbiner und Autor
- Schindler, Theodor (1818–1885), österreichischer Gutsbesitzer und Politiker
- Schindler, Theodor (1870–1950), deutscher Maler und Zeichenlehrer
- Schindler, Theodor Heinrich (* 1858), Philologe, Mitglied des Provinziallandtages der Provinz Hessen-Nassau
- Schindler, Thomas (* 1977), deutscher Volkskundler, Kulturanthropologe, Archivar und Autor
- Schindler, Til (* 1993), deutscher Schauspieler
- Schindler, Udo (* 1952), deutscher Musiker, Lyriker und Architekt
- Schindler, Valentin (1543–1604), deutscher Philologe und Orientalist
- Schindler, Vinzenz Karl (1878–1932), österreichischer Historiker und Archivar
- Schindler, Walter (1896–1986), britischer Gruppenanalytiker deutscher Herkunft
- Schindler, Wilhelm (1829–1898), Schweizer Politiker (liberal)
- Schindler, Wilhelm (1921–2011), deutscher Handelsunternehmer und Senator (Bayern)
- Schindler, Wolfgang (1929–1991), deutscher Klassischer Archäologe
- Schindler-Escher, Caspar (1828–1902), Schweizer Seidenstofffabrikant und Philanthrop
- Schindler-Hodel, Roland (1953–2017), deutscher Kanute
- Schindler-Holzapfel, Elisabeth (1932–1984), Schweizer Publizistin und Kinderbuchsammlerin
- Schindler-Huber, Dietrich (1856–1936), Schweizer Industrieller, Generaldirektor der Maschinenfabrik Oerlikon
- Schindler-Kaudelka, Eleni (* 1949), österreichische Archäologin
- Schindler-Rainman, Eva (1925–1994), US-amerikanische Sozialpädagogin
- Schindlerová, Zuzana (* 1987), tschechische Geherin
- Schindling, Adolf (1887–1963), deutscher Unternehmer
- Schindling, Anton (1947–2020), deutscher Historiker
- Schindling, Klaus (* 1968), deutscher Kommunalpolitiker (CDU) und Bürgermeister
- Schindowski, Bernd (* 1947), deutscher Choreograf
- Schindowski, Hans (* 1904), deutscher Volkswirt, Bürgermeister in Tilsit und Sturmbannführer
- Schindzielorz, Jan (* 1978), deutscher Leichtathlet (Hürdensprinter)
- Schindzielorz, Sebastian (* 1979), deutscher FußballspielerSebastian Schindzielorz (* 1979)

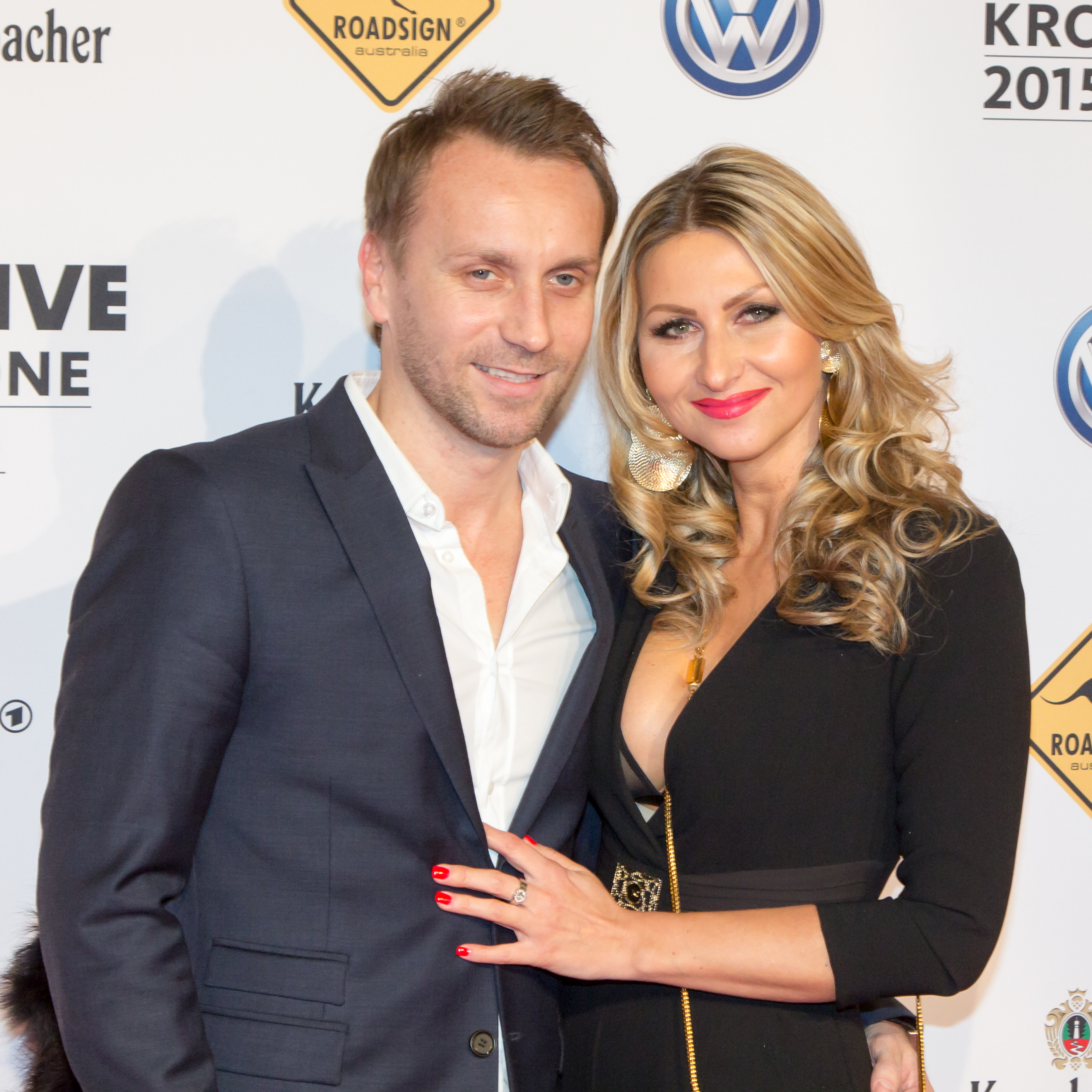
Sebastian Schindzielorz (* 1979)

### Schine
- Schine, Cathleen (* 1953), US-amerikanische Schriftstellerin
- Schine, G. David (1927–1996), US-amerikanischer Unternehmer und Filmproduzent
- Schinecker, Thomas (* 1975), österreichisch-deutscher Pharmamanager
- Schinegger, Erik (* 1948), österreichischer Skirennläufer, der für eine Frau gehalten wurdeErik Schinegger (* 1948)

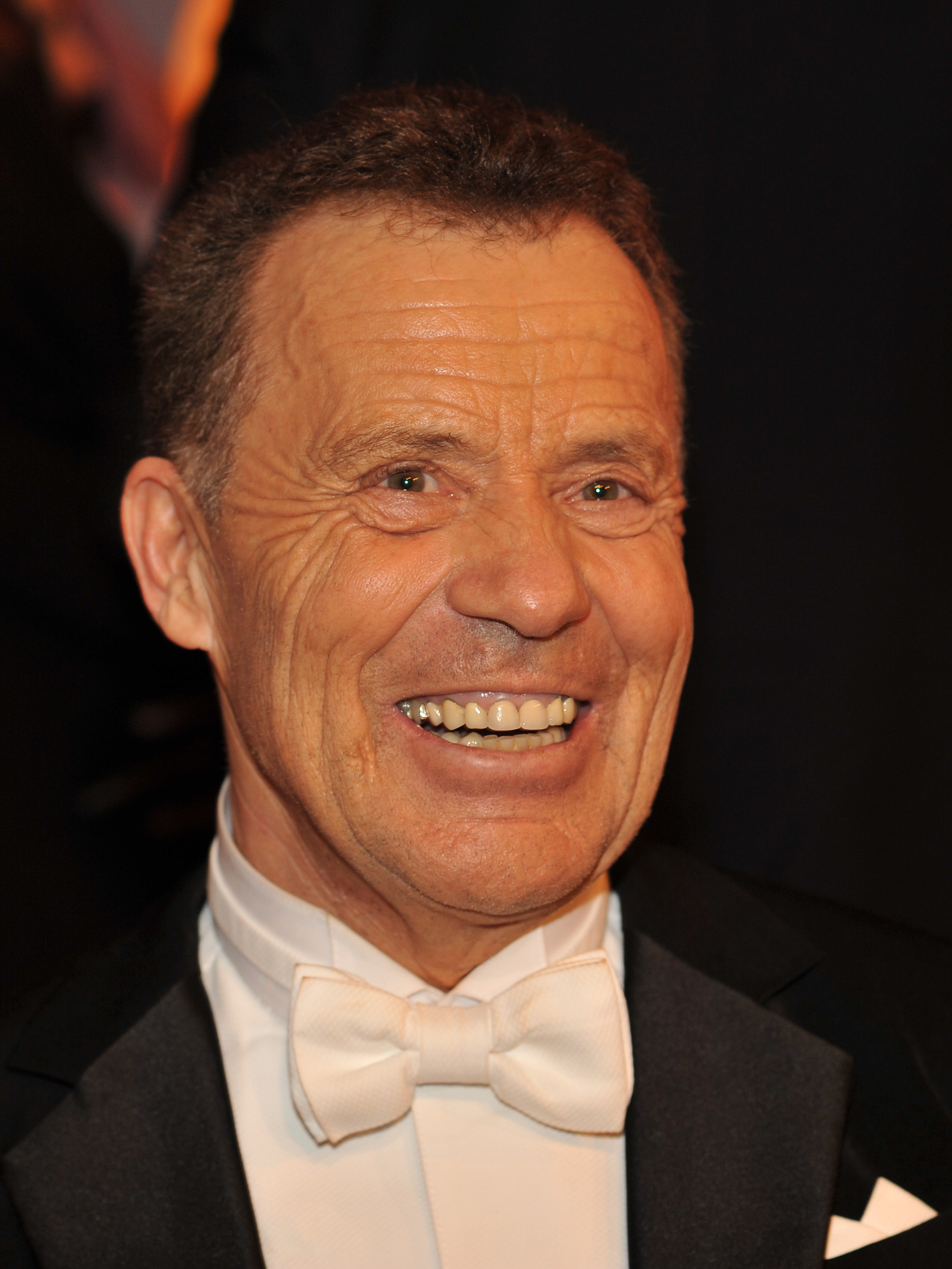
Erik Schinegger (* 1948)

- Schineis, Regina (* 1966), deutsche Architektin und Stadtplanerin
- Schineller, Bernhard (1884–1970), deutscher Politiker
- Schineller, Werner (* 1948), deutscher Politiker (CDU)
- Schiner, Ignaz Rudolph (1813–1873), österreichischer Entomologe
- Schiner, Matthäus († 1522), Bischof von Sitten und Kardinal
- Schinew, Bisser (1947–2009), bulgarischer Theaterregisseur

### Sching
- Schingarjow, Andrei Iwanowitsch (1869–1918), russischer Arzt, Ökonom und Politiker
- Schingnitz, Dieter (* 1940), deutscher Orgelbauer
- Schingnitz, Hans (* 1905), deutscher Philosoph
- Schingnitz, Werner (1899–1953), deutscher Philosoph
- Schings, Hans-Jürgen (* 1937), deutscher Germanist

### Schini
- Schinikowa, Isabella (* 1991), bulgarische Tennisspielerin
- Schinin, Alexander Jewgenjewitsch (* 1984), russischer Eishockeyspieler

### Schink
- Schink, Alexander (* 1953), deutscher Politiker (CDU), Staatssekretär in Nordrhein-Westfalen
- Schink, Barthel (1927–1944), deutscher Widerstandskämpfer gegen den Nationalsozialismus
- Schink, Hans-Christian (* 1961), deutscher Fotograf
- Schink, Johann Friedrich (1755–1835), deutscher Librettist, Theaterdichter, Dramaturg, Kritiker und Bibliothekar
- Schink, Lina-Kristin (* 1983), deutsche Radsportlerin und Triathletin
- Schink, Peter (* 1976), deutscher Journalist, Blogger, Digital-Experte
- Schink, Wilhelm (1916–2004), deutscher Chirurg und Hochschullehrer
- Schinke, Johann Christian Gotthelf (1782–1839), deutscher lutherischer Geistlicher und Schriftsteller
- Schinkel, André (* 1972), deutscher Schriftsteller
- Schinkel, Ann-Katrin (* 1989), deutsche Fußballspielerin
- Schinkel, Christiane (* 1965), deutsche Politikerin (Piratenpartei)
- Schinkel, Enwald, letzter Abt des Klosters Eldena
- Schinkel, Gerd (* 1950), deutscher Journalist und Liedermacher
- Schinkel, Gerhard (1925–1985), deutscher Politiker (SED)
- Schinkel, Helmut (1902–1946), deutsch-sowjetischer Reformpädagoge und Schulleiter, Mitglied der Kommunistischen Partei Deutschlands und Opfer des Großen Terrors in der Sowjetunion
- Schinkel, Johann (1730–1790), dänischer Generalmajor
- Schinkel, Johann Christoph (1736–1787), deutscher evangelischer Geistlicher
- Schinkel, Karl Friedrich (1781–1841), preußischer Architekt und MalerKarl Friedrich Schinkel (1781–1841)

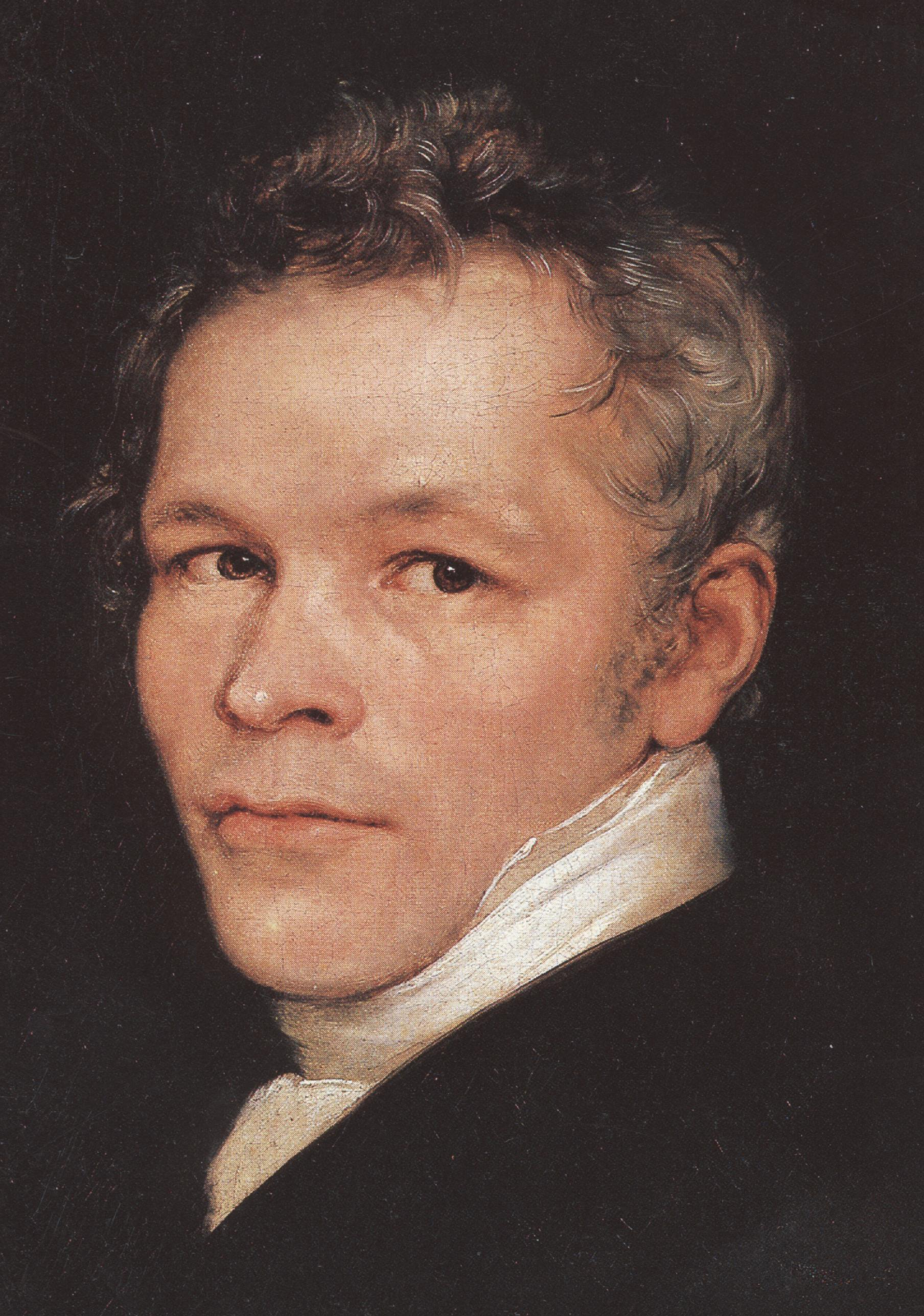
Karl Friedrich Schinkel (1781–1841)

- Schinkel, Konrad († 1682), Lübecker Bürgermeister
- Schinkel, Kurt (1920–1979), deutscher Fußballspieler
- Schinkel, Laura (* 1999), deutsche Basketballspielerin
- Schinkel, Manfred-Carl (1935–2014), deutscher Richter
- Schinkel, Marcus (* 1968), deutscher Jazzpianist, Rockkeyboarder, Komponist und Arrangeur
- Schinkel, Susanne (1780–1861), Ehefrau von Karl Friedrich Schinkel (1781–1841)
- Schinkels, Boris (* 1971), deutscher Jurist
- Schinkels, Frenkie (* 1963), niederländisch-österreichischer Fußballspieler und -trainer
- Schinko, Barbara (* 1980), österreichische Schriftstellerin
- Schinko, Luis (* 2000), deutscher Eishockeyspieler
- Schinko, Thomas (* 1969), deutscher Eishockeyspieler
- Schinko, Werner (1929–2016), deutscher Maler, Grafiker und Buchillustrator
- Schinkuba, Bagrat (1917–2004), sowjetisch-abchasischer Schriftsteller, Poet, Linguist, Historiker und Politiker

### Schinl
- Schinle, Josef (1896–1965), deutscher Politiker (Zentrum, CDU), MdL Württemberg-Hohenzollern

### Schinm
- Schinmeier, Johann Adolph (1733–1796), deutscher Theologe

### Schinn
- Schinnagel, Marcus (* 1464), deutscher Mathematiker und Astrologe
- Schinnagl, Marx (1612–1681), Münchner kurfürstlicher Hofbaumeister
- Schinnagl, Maurus (1800–1871), österreichischer Benediktiner und Schulmann
- Schinnenburg, Wieland (* 1958), deutscher Politiker (FDP), MdHB
- Schinner, Augustine Francis (1863–1937), US-amerikanischer, römisch-katholischer Geistlicher
- Schinner, Paul (* 1937), deutscher Bildhauer, Maler und Grafiker
- Schinner-Krendl, Katharina (* 1979), österreichische Politikerin (SPÖ), Landtagsabgeordnete und Gemeinderat
- Schinnerer, Adolf (1876–1949), deutscher Maler, Grafiker und Zeichner
- Schinnerer, Johannes (1883–1944), deutscher Kunsthistoriker
- Schinnerl, Peter, Offizier des Österreichischen Bundesheeres

### Schino
- Schinowsky, Heide (* 1975), deutsche Politikerin (Bündnis 90/Die Grünen), MdL

### Schins
- Schins, Marie-Thérèse (* 1943), deutsch-niederländische Schriftstellerin, Malerin und Journalistin
- Schinschke, Gerhard (1926–2000), deutscher Schauspieler und Synchronsprecher
- Schinsifow, Rajko (1839–1877), bulgarischer Schriftsteller und Publizist
- Schinski, Frank (* 1975), deutscher Fotojournalist und Dokumentarfotograf

### Schint
- Schintgen, Romain (* 1939), luxemburgischer Rechtswissenschaftler
- Schintlholzer, Alois (1914–1989), österreichischer SS-Obersturmbannführer und Kriegsverbrecher
- Schintling, Amalia von (1812–1831), bayerische Schönheit
- Schintlmeister, Josef (1908–1971), österreichischer Physiker

### Schinw
- Schinwald, Markus (* 1973), österreichischer Künstler

### Schinz
- Schinz, Albert (1870–1943), US-amerikanischer Romanist und Literaturwissenschaftler Schweizer Herkunft
- Schinz, Alfred (1919–1999), deutscher Architekt, Stadtplaner und Bauforscher
- Schinz, Anna (* 1987), schweizerisch-tschechische Schauspielerin
- Schinz, Hans (1858–1941), Schweizer Botaniker Ethnologe, Sammler und ForschungsreisenderHans Schinz (1858–1941)

Hans Schinz (1858–1941)

- Schinz, Heinrich Rudolf (1777–1861), Schweizer Arzt, Zoologe und Hochschullehrer
- Schinz, Johann Caspar (1797–1832), Schweizer Maler, Zeichner, Grafiker und Radierer
- Schinz, Konrad (1842–1910), Schweizer Ingenieur und Diplomat
- Schinz, Rudolf Eduard (1812–1855), Schweizer Eisenbahnbauingenieur
- Schinze, Renate (* 1950), deutsche Biathlontrainerin, deutsche Damen-Biathlonmannschaft
- Schinzel, Andrzej (1937–2021), polnischer Mathematiker
- Schinzel, Britta (* 1943), deutsche Hochschullehrerin, Professorin der Mathematik und Informatik
- Schinzel, Dieter (1942–2024), deutscher Politiker (SPD), MdB, MdEP
- Schinzel, Diethard (* 1942), deutscher Rechtsanwalt und Verwaltungsbeamter
- Schinzel, Josef (1869–1944), Weihbischof von Olmütz
- Schinzel, Silvia (* 1958), österreichische Sprinterin
- Schinzel-Penth, Gisela (* 1946), deutsche Schriftstellerin, Volkskundlerin und VerlegerinGisela Schinzel-Penth (* 1946)

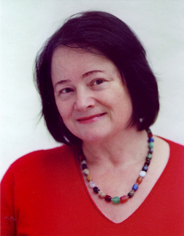
Gisela Schinzel-Penth (* 1946)

- Schinzer, Dieter (* 1953), deutscher Chemiker
- Schinzer, Walter (1906–1991), deutscher Schriftsteller
- Schinzinger, Albert (1827–1911), deutscher Chirurg
- Schinzinger, Albert (1856–1926), deutscher Diplomat
- Schinzinger, Francesca (1931–1995), deutsche Wirtschafts- und Sozialhistorikerin
- Schinzinger, Joseph Anton (1753–1827), deutscher römisch-katholischer Geistlicher, Theologe und Hochschullehrer
- Schinzinger, Robert (1898–1988), japan-deutscher Philosoph
- Schinzl, Adolf (1833–1899), österreichischer Offizier und Archivar
- Schinzler, Hans-Jürgen (* 1940), deutscher Manager